# Superkubok Rossii 2019
La Supercoppa di Russia 2019 (ufficialmente in russo Суперкубок России 2019?, Superkubok Rossii 2019) è stata la diciassettesima edizione della Supercoppa di Russia.
Si è svolta il 6 luglio 2019 alla VTB Arena di Mosca tra lo Zenit San Pietroburgo, vincitore della Prem'er-Liga 2018-2019 e la Lokomotiv Mosca, vincitrice della Coppa di Russia 2018-2019. La Lokomotiv Mosca ha conquistato il trofeo per la terza volta nella sua storia, a 14 anni di distanza dall'ultimo successo.

## Le squadre
| Squadre               | Qualificazione                          | Partecipazioni precedenti (il grassetto indica la vittoria) |
| --------------------- | --------------------------------------- | ----------------------------------------------------------- |
| Zenit San Pietroburgo | Vincitore della Prem'er-Liga 2018-2019  | 6 (2008, 2011, 2012, 2013, 2015, 2016)                      |
| Lokomotiv Mosca       | Vincitrice della Kubok Rossii 2018-2019 | 6 (2003, 2005, 2008, 2015, 2017, 2018)                      |

## Tabellino
| Arbitro: | Lapočkin (San Pietroburgo) |

|                   |           |                                 |
| Azmoun 45+2’, 52’ | Marcatori | 6’ Smolov 79’, 82’ Al. Mirančuk |

| Zenit S. Pietroburgo | Lokomotiv Mosca |

| P            | 99 | Andrey Lunyov      |            |     |
| D            | 6  | Branislav Ivanović |            |     |
| D            | 19 | Igor Smolnikov     | 51’        |     |
| D            | 44 | Yaroslav Rakitskiy |            |     |
| C            | 10 | Emiliano Rigoni    |            | 86’ |
| C            | 16 | Christian Noboa    |            | 46’ |
| C            | 18 | Jurij Žirkov       |            |     |
| C            | 27 | Magomed Ozdoyev    | 68’, 90+2’ |     |
| A            | 7  | Sardar Azmoun      |            | 77’ |
| A            | 11 | Sebastián Driussi  |            |     |
| A            | 22 | Artëm Dzjuba       |            |     |
| In panchina: |    |                    |            |     |
| P            | 41 | Michail Keržakov   |            |     |
| P            | 70 | Nikita Gojlo       |            |     |
| C            | 20 | Róbert Mak         |            | 86’ |
| C            | 21 | Aleksandr Yerokhin |            | 46’ |
| D            | 23 | Miha Mevlja        |            |     |
| D            | 24 | Emanuel Mammana    |            |     |
| C            | 36 | Andrei Mostovoy    |            |     |
| C            | 38 | Leon Musayev       |            |     |
| D            | 49 | Denis Terentyev    |            |     |
| A            | 77 | Luka Đorđević      |            | 77’ |
| D            | 87 | Danila Prokhin     |            |     |
| Allenatore:  |    |                    |            |     |
| Sergei Semak |    |                    |            |     |

|              |    |                      |     |       |
|              |    |                      |     |       |
| P            | 1  | Guilherme            |     |       |
| D            | 2  | Dmitrij Živogljadov  | 19’ | 84’   |
| D            | 14 | Vedran Ćorluka       |     |       |
| D            | 27 | Murilo               |     |       |
| C            | 6  | Dmitrij Barinov      |     |       |
| C            | 7  | Grzegorz Krychowiak  |     |       |
| C            | 11 | Anton Mirančuk       |     |       |
| C            | 31 | Maciej Rybus         |     |       |
| C            | 59 | Aleksej Mirančuk     |     |       |
| A            | 9  | Fëdor Smolov         |     | 90+5’ |
| A            | 17 | Rifat Žemaletdinov   |     | 67’   |
| In panchina: |    |                      |     |       |
| P            | 30 | Nikita Medvedev      |     |       |
| P            | 77 | Anton Kočenkov       |     |       |
| D            | 3  | Brian Idowu          |     | 84’   |
| C            | 18 | Aleksandr Kolomejcev |     | 90+5’ |
| A            | 19 | Éder                 |     | 67’   |
| D            | 37 | Stanislav Magkeev    |     |       |
| D            | 42 | Ivan Lapshov         |     |       |
| A            | 67 | Roman Tugarev        |     |       |
| C            | 69 | Daniil Kulikov       |     |       |
| D            | 84 | Michail Lysov        |     |       |
| C            | 89 | Nikita Dorofeyev     |     |       |
| C            | 94 | Dmitrij Rybčinskij   |     |       |
| Allenatore:  |    |                      |     |       |
| Jurij Sëmin  |    |                      |     |       |